# Hertsmere
Hertsmere – dystrykt w hrabstwie Hertfordshire w Anglii.

## Miasta
- Borehamwood
- Bushey
- Potters Bar

## Inne miejscowości
Aldenham, Elstree, Letchmore Heath, Radlett, Ridge, Shenley, South Mimms, Well End.